# Metacrinia nichollsi
Genre
Espèce
Synonymes
- Pseudophryne nichollsi Harrison, 1927

Statut de conservation UICN

 LC  : Préoccupation mineure
Metacrinia nichollsi, unique représentant du genre Metacrinia, est une espèce d'amphibiens de la famille des Myobatrachidae.

## Répartition

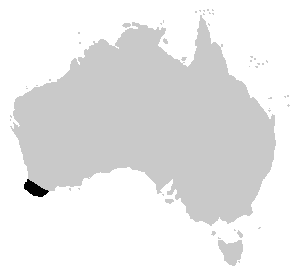
Répartition

Cette espèce est endémique du Sud-Ouest de l'Australie-Occidentale. Elle se rencontre jusqu'à 800 m d'altitude entre Dunsborough et Albany,.

## Description
Metacrinia nichollsi mesure 25 mm. Son corps est trapu et ses membres sont courts. Son dos est d'un brun très foncé ou noir avec quelquefois des mouchetures roses. Son ventre est gris, bleu foncé ou noir avec des marbrures blanches. Elle a des marques jaunes ou orange à la base de chaque patte avant, sur le dos des cuisses et le bas du ventre. La peau de son dos est verruqueuse et celle de son ventre granuleuse. Ses tympans sont visibles et aucune de ses pattes n'est palmée.

## Habitat et mode de vie
On la trouve au milieu des feuilles tombées sur le sol, sous les pierres et les rondins de bois dans les forêts de Karri et de Jarrah. La reproduction a lieu à la fin de l'été avec une activité plus importante après les pluies. Les mâles ont un cri court semblable à celui des grenouilles du genre Pseudophryne. Les parents laissent 25 à 30 œufs enfouis dans de la terre humide et les juvéniles naissent sans passer par le stade larvaire.

## Étymologie
Cette espèce est nommée en l'honneur de Gilbert Ernest Nicholls.

## Publications originales
- Harrison, 1927 : Notes on some Western Australian frogs, with descriptions of new species. Records of the Australian Museum, vol. 15, p. 277–287 (texte intégral).
- Parker, 1940 : The Australasian frogs of the family Leptodactylidae. Novitates Zoologicae, vol. 42, no 1, p. 1-107 (texte intégral).